# Гептакозан

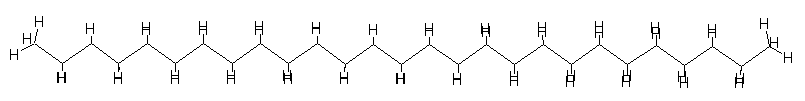
Структурна формула гептакозану

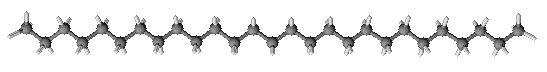
3D-модель гептакозану

Гептакозан — насичений вуглеводень, алкан (C27H56).

## Фізичні властивості
молекулярна маса — 380,72 г/моль
Температура плавлення 58,9 °C;
температура кипіння 422 °C;
Показник заломлення n20
D 1,4511
Тиск пари (в мм рт.ст.): 1 (212 °C); 10 (262 °C); 40 (300 °C); 100 (331 °C); 400 (389 °C).

## Ізомерія
Теоретично можливо 240 215 803 структурних ізомерів з таким числом атомів.

## Знаходження в природі
Ідентифіковано: мати-і-мачуха звичайна (Tussilago farfara L.), гвоздика садова (Dianthus caryophyllus L.), бджолиний віск.